# چیچینا
چیچینا (به صربی: Ćićina) یک روستا در صربستان است که در الکسیناتس واقع شده‌است. چیچینا ۲۳۸ نفر جمعیت دارد.